# Liste der Monuments historiques in Mareuil-la-Motte
Die Liste der Monuments historiques in Mareuil-la-Motte führt die Monuments historiques in der französischen Gemeinde Mareuil-la-Motte auf.

## Liste der Bauwerke
| Bezeichnung    | Beschreibung | Standort | Kennzeichnung | Schutzstatus | Datum | Bild           |
| -------------- | ------------ | -------- | ------------- | ------------ | ----- | -------------- |
| Kirche St-Éloi |              | (Lage)   | PA00114738    | Classé       | 1919  | weitere Bilder |

## Liste der Objekte
| Bezeichnung                   | Beschreibung | Standort                     | Kennzeichnung | Schutzstatus | Datum | Bild |
| ----------------------------- | ------------ | ---------------------------- | ------------- | ------------ | ----- | ---- |
| Grabplatte für Antoine Erlant | Stein, 1575  | in der Kirche St-Éloi (Lage) | PM60001016    | Classé       | 1919  |      |